# Homoranthus coracinus
Homoranthus coracinus är en myrtenväxtart som beskrevs av Anthony R. Bean. Homoranthus coracinus ingår i släktet Homoranthus och familjen myrtenväxter.
Artens utbredningsområde är Queensland. Inga underarter finns listade i Catalogue of Life.